# 村上舜
村上 舜（むらかみ しゅん、1997年3月3日 - ）は、日本のプロサーファー。ホームブレイクは吉浜。神奈川県湯河原町出身。
弟の村上蓮もプロサーファーとして活動。

## 経歴
父親の影響で小学校2年生の頃からサーフィンを始める。10歳の頃には早くもコンテストに出場。
青森山田高校1年生時に全日本サーフィン選手権のショートボード・ボーイズクラスに出場し、優勝。大会MVPにあたるベストライディング賞も受賞した。
日本プロサーフィン連盟（JPSA）のツアーでは2015年から3年連続で新島で優勝、2017年から2年連続で仙台新港で優勝。
2018年、2019年とISAワールドサーフィンゲームスの日本代表に選出され、最高4位を獲得した。アジア最上位を獲得したことから条件付きで東京オリンピックの出場権を獲得していたものの、オリンピックの開催が延期された間に2021年のISAワールドサーフィンゲームスで大原洋人が村上を上回る成績を収めたため、最終的な出場権を逃した。
2023年からはコンテストの出場からは離れ、フリーサーフィンを優先することを宣言している。